# Eucalyptus alpina
Eucalyptus alpina là một loài thực vật có hoa trong Họ Đào kim nương. Loài này được Lindl. mô tả khoa học đầu tiên năm 1838.